# Senaide
Senaide est une commune française située dans le département des Vosges, en région Grand Est.

## Géographie

### Localisation
Senaide est à l'extrême sud-ouest du département, à 6 km de Bourbonne-les-Bains, 13 km de Lamarche, 18 km de Monthureux-sur-Saône et 19 km de Jussey. Elle fait partie de l'extrême ouest de la région naturelle de La Vôge. 

### Géologie et relief
Espaces naturels :
- Un espace protégé Natura 2000 : Bassigny, partie Lorraine,
- Une zone naturelle d'intérêt écologique, faunistique et floristique (Znieff) :  Vôge et Bassigny.

### Sismicité
La commune se trouve en zone de sismicité faible,.

### Hydrographie et les eaux souterraines

#### Réseau hydrographique
La commune est située dans le bassin versant de la Saône au sein du bassin Rhône-Méditerranée-Corse. Elle est drainée par le ruisseau de Clan, le ruisseau de Ferrière et le ruisseau de Ferrières.

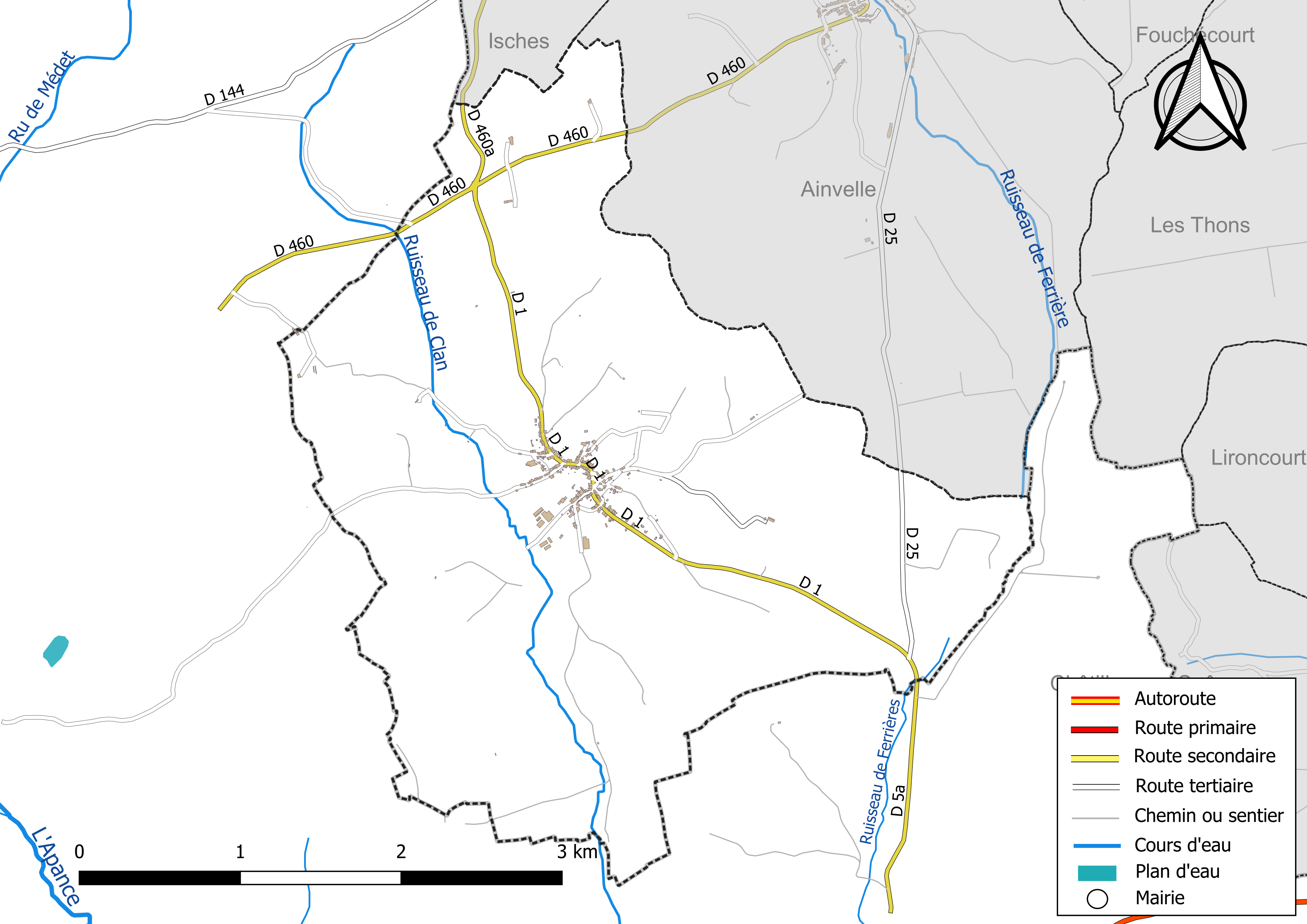
Réseaux hydrographique et routier de Senaide.

#### Gestion et qualité des eaux
Le territoire communal est couvert par le schéma d'aménagement et de gestion des eaux (SAGE) « Nappe des Grès du Trias Inférieur ». Ce document de planification, dont le territoire comprend le périmètre de la zone de répartition des eaux de la nappe des Grès du trias inférieur (GTI), d'une superficie de 1 497 km2,  est en cours d'élaboration. L’objectif poursuivi est de stabiliser les niveaux piézométriques de la nappe des GTI et atteindre l'équilibre entre les prélèvements et la capacité de recharge de la nappe. Il doit être cohérent avec les objectifs de qualité définis dans les SDAGE Rhin-Meuse et Rhône-Méditerranée. La structure porteuse de l'élaboration et de la mise en œuvre est le conseil départemental des Vosges.
La qualité des cours d’eau peut être consultée sur un site dédié géré par les agences de l’eau et l’Agence française pour la biodiversité.

### Climat
Pour des articles plus généraux, voir Climat du Grand Est et Climat des Vosges.
En 2010, le climat de la commune est de type climat des marges montargnardes, selon une étude du Centre national de la recherche scientifique s'appuyant sur une série de données couvrant la période 1971-2000. En 2020, Météo-France publie une typologie des climats de la France métropolitaine dans laquelle la commune est exposée à un climat océanique altéré et est dans la région climatique  Lorraine, plateau de Langres, Morvan, caractérisée par un hiver rude (1,5 °C), des vents modérés et des brouillards fréquents en automne et hiver. 
Pour la période 1971-2000, la température annuelle moyenne est de 9,9 °C, avec une amplitude thermique annuelle de 17,1 °C. Le cumul annuel moyen de précipitations est de 1 003 mm, avec 12,9 jours de précipitations en janvier et 9,6 jours en juillet. Pour la période 1991-2020, la température moyenne annuelle observée sur la station météorologique de Météo-France la plus proche, « Venisey », sur la commune de Venisey à 21 km à vol d'oiseau, est de 11,0 °C et le cumul annuel moyen de précipitations est de 850,7 mm. 
La température maximale relevée sur cette station est de 39,7 °C, atteinte le 25 juillet 2019 ; la température minimale est de −17,4 °C, atteinte le 30 décembre 2005,,. 
Les paramètres climatiques de la commune ont été estimés pour le milieu du siècle (2041-2070) selon différents scénarios d'émission de gaz à effet de serre à partir des nouvelles projections climatiques de référence DRIAS-2020. Ils sont consultables sur un site dédié publié par Météo-France en novembre 2022.

### Voies de communications et transports

#### Voies routières
- Autoroute A31 : Échangeurs Robécourt, Montigny-le-Roi.

#### Transports en commun
- Fluo Grand Est

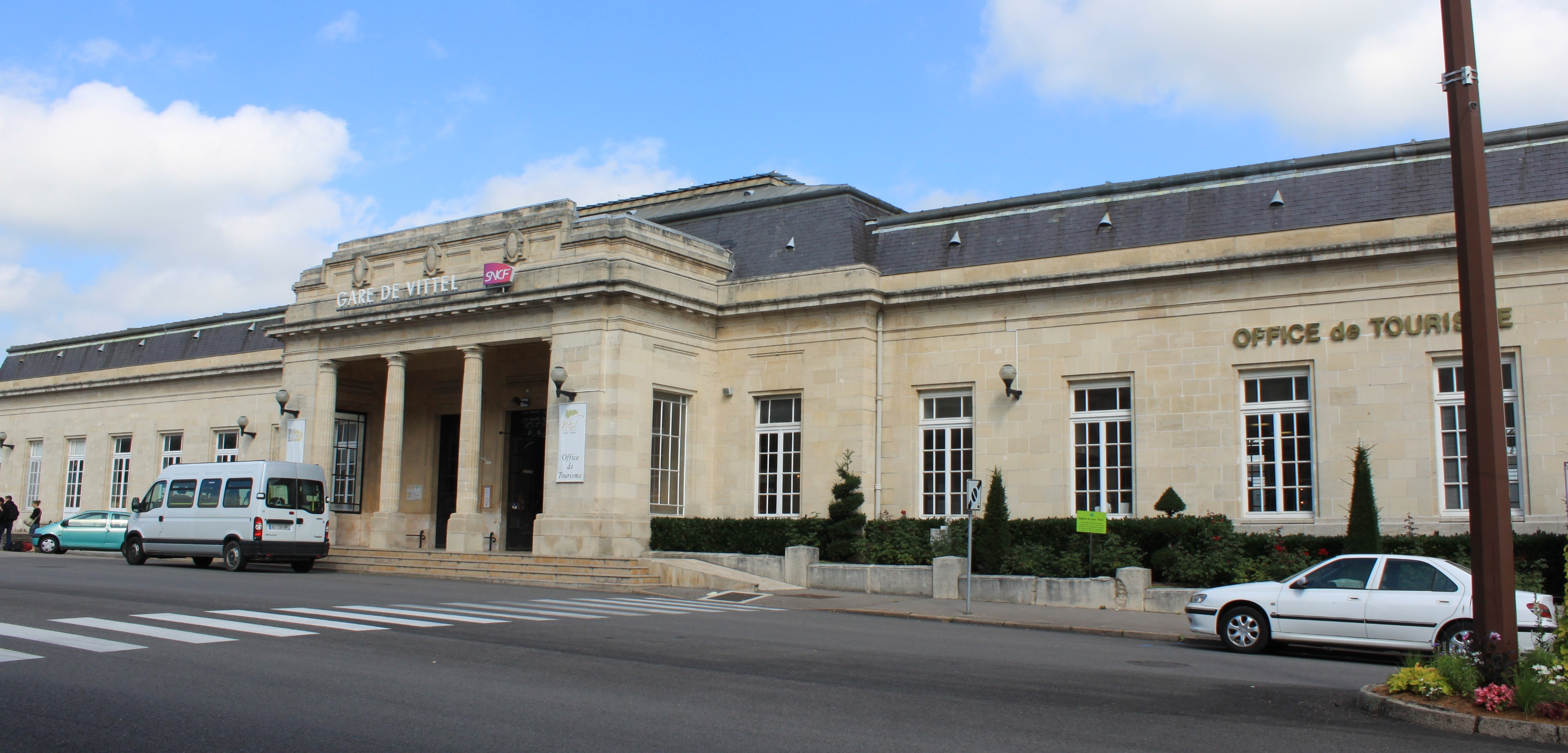
Gare de Vittel.

- Réseau de transport en commun des Vosges Livo[12].

#### Lignes SNCF
- Gare de Contrexéville
- Gare de Vittel
- Gare de Merrey

## Urbanisme

### Typologie
Au 1er janvier 2024, Senaide est catégorisée commune rurale à habitat dispersé, selon la nouvelle grille communale de densité à sept niveaux définie par l'Insee en 2022.
Elle est située hors unité urbaine et hors attraction des villes,.

### Occupation des sols
L'occupation des sols de la commune, telle qu'elle ressort de la base de données européenne d’occupation biophysique des sols Corine Land Cover (CLC), est marquée par l'importance des territoires agricoles (73,6 % en 2018), une proportion sensiblement équivalente à celle de 1990 (73,7 %). La répartition détaillée en 2018 est la suivante : 
prairies (46,7 %), forêts (23 %), terres arables (21,9 %), zones agricoles hétérogènes (5 %), zones urbanisées (3,4 %). L'évolution de l’occupation des sols de la commune et de ses infrastructures peut être observée sur les différentes représentations cartographiques du territoire : la carte de Cassini (XVIIIe siècle), la carte d'état-major (1820-1866) et les cartes ou photos aériennes de l'IGN pour la période actuelle (1950 à aujourd'hui).

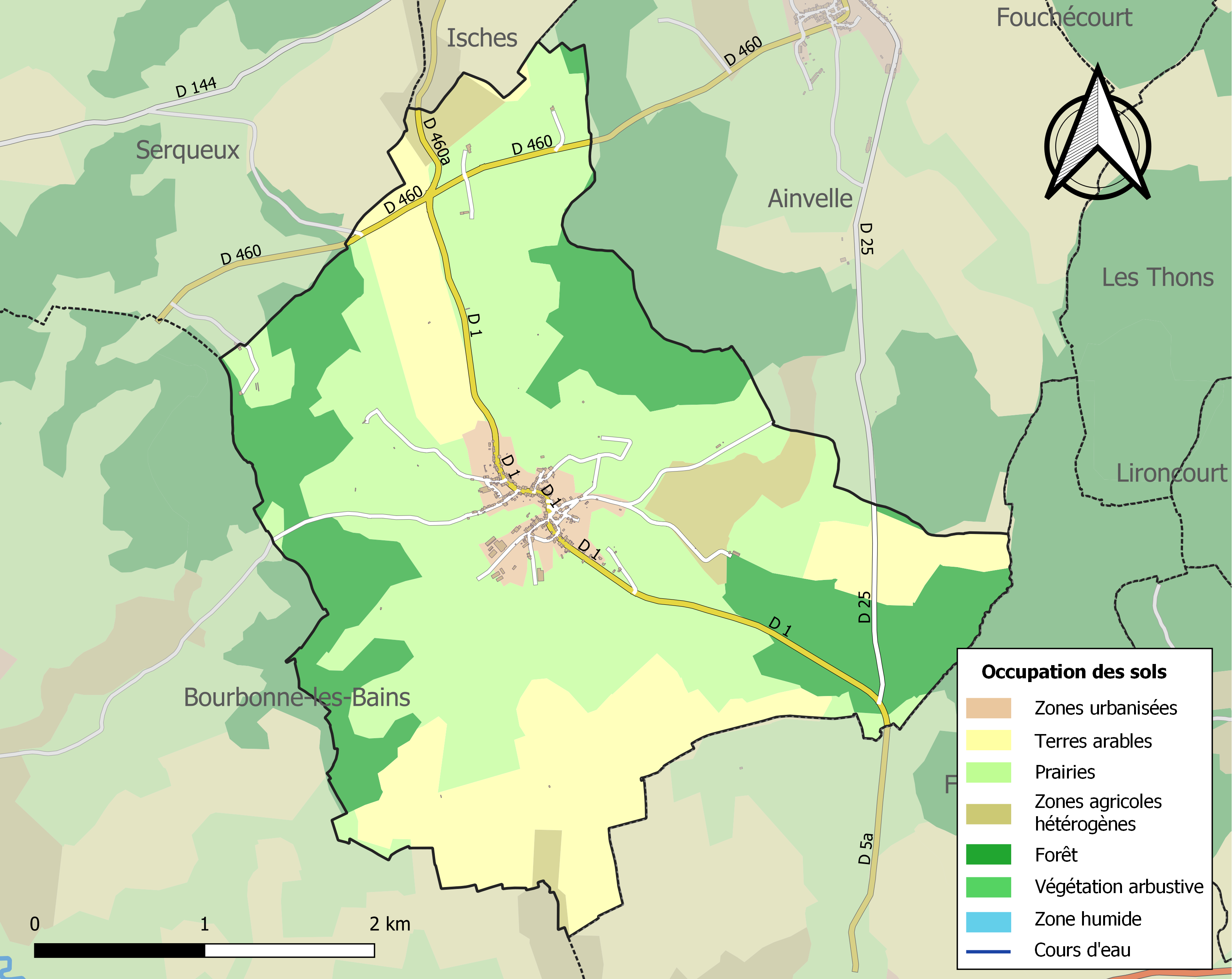
Carte des infrastructures et de l'occupation des sols de la commune en 2018 (CLC).

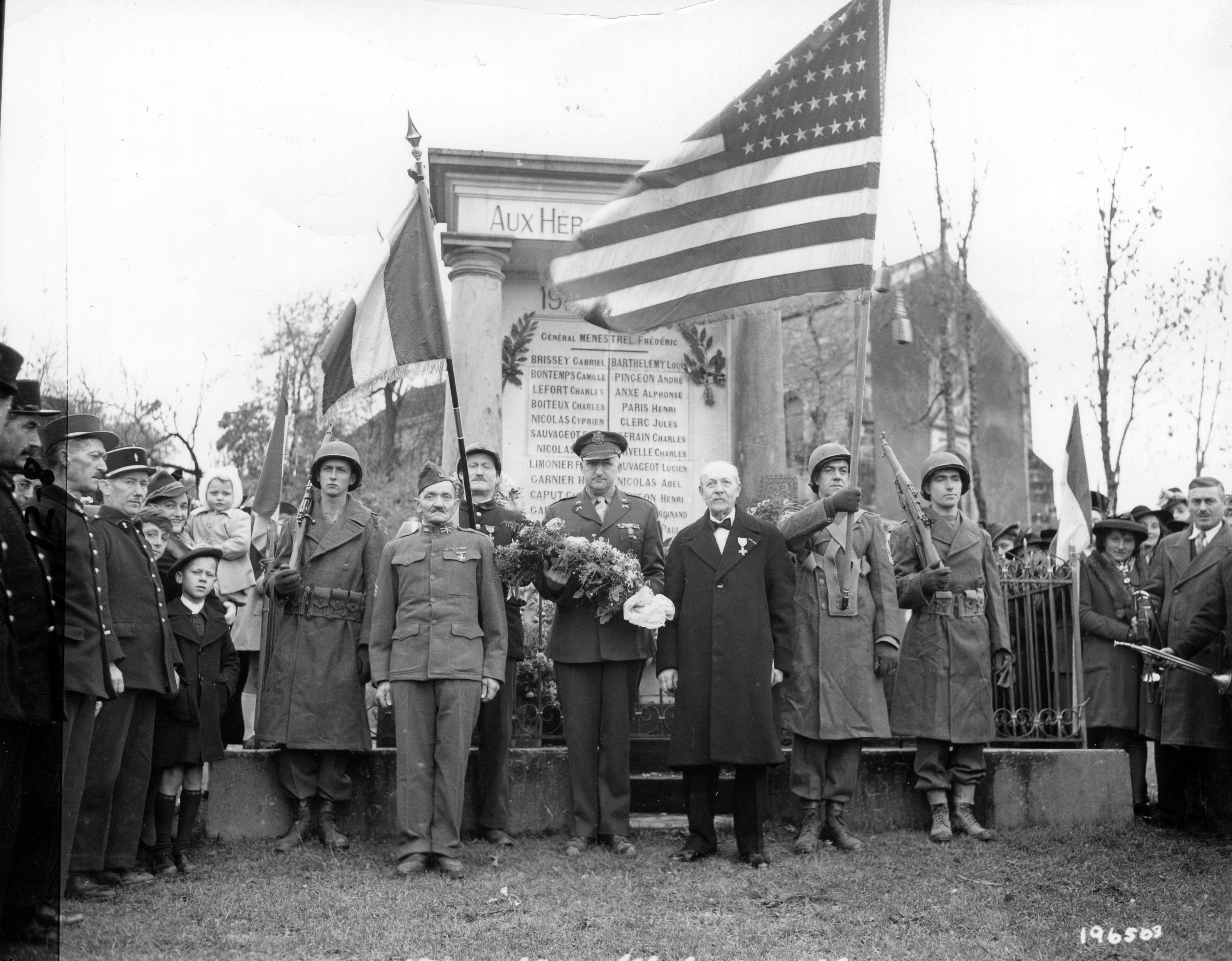
Jules Tonnelier, président de l'association des anciens combattants, fête l'armistice de 1918 le 12/11/1944 aux côtés des troupes américaines de la 7e armée.

## Toponymie
Le nom de la localité est attesté sous les formes Apud Senagdam (1092) ; Ecclesiam Senayde (1140) ; Ecclesiam Senade (1179) ; Sinaida (1184) ; Senaida, Senaidia (avant 1192) ; Senaide (1251) ; Th. de Senaidez (1390) ; Senayde (1503) ; Senaidde (1505) ; Senaides (1515) ; Sernaides (1516) ; Senade (1574) ; Senaydia (1591) ; Senande (vers 1600) ; Senede (1656) ; Seneide (1790).

Ernest Nègre propose le latin senecta, « vieille femme », devenu nom de personne roman puis nom de lieu.
L’étymologie proposée par Albert Dauzat et Charles Rostaing, du germanique sin-, « vieux », et haithi, « lande »), n'est désormais plus reprise nulle part.

## Histoire
Senaide faisait partie de l'ancien Duché de Bar et non celui de Lorraine. En 1439, Pierre de Provenchères était seigneur du lieu.
Senaide s'appelait Sénaïde en 1801.
De 1822 à 1823 Senaide abrita un collège épiscopal. Celui devint le premier petit séminaire des Vosges entre 1824 et 1859 (ou 1856 ?) d'après la Révolution,. Il fut ensuite transféré à Autrey.
En dépit de ses protestations, le village lorrain de Senaide fut rattaché au district de La Marche, bien qu'il fût contigu à Bourbonne.
Le 12 novembre 1944 Les troupes américaines de la 7e armée ont libéré la région.

### Héraldique, logotype et devise
Commune sans blason.

## Politique et administration
| Période                                  | Période                       | Identité           | Étiquette | Qualité                             |
| ---------------------------------------- | ----------------------------- | ------------------ | --------- | ----------------------------------- |
| Les données manquantes sont à compléter. |                               |                    |           |                                     |
| mars 2001                                | mai 2012                      | Bernadette Pingeon |           | Démissionnaire pour raison de santé |
| mai 2012                                 | En cours (au 18 février 2015) | Georges Kaarsberg  |           |                                     |

### Budget et fiscalité 2022

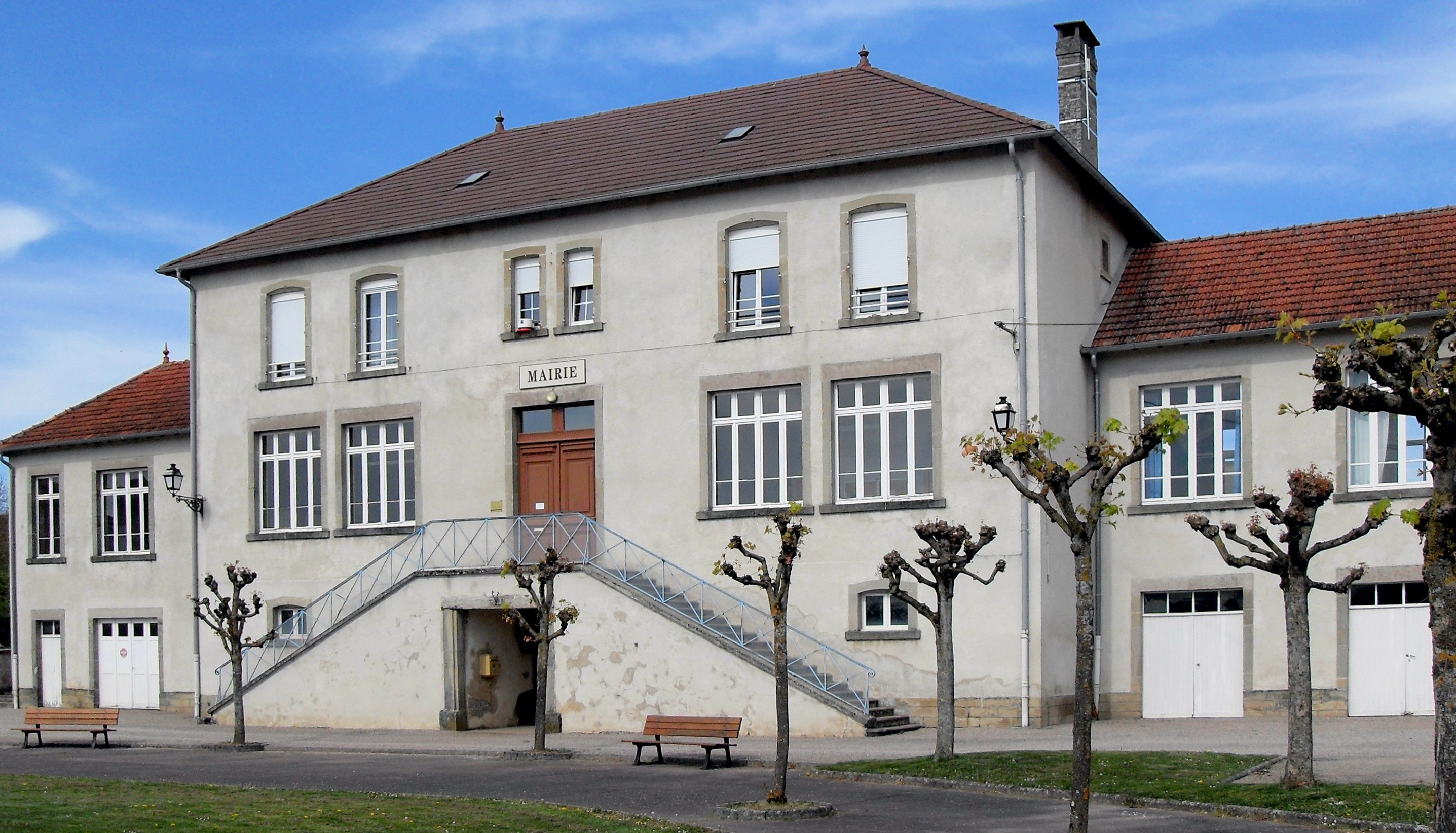
La mairie.

En 2022, le budget de la commune était constitué ainsi :
- total des produits de fonctionnement : 147 000 €, soit 796 € par habitant ;
- total des charges de fonctionnement : 92 000 €, soit 502 € par habitant ;
- total des ressources d'investissement : 68 000 €, soit 369 € par habitant ;
- total des emplois d'investissement : 28 000 €, soit 151 € par habitant ;
- endettement : 106 000 €, soit 575 € par habitant.

Avec les taux de fiscalité suivants :
- taxe d'habitation : 13,78 % ;
- taxe foncière sur les propriétés bâties : 35,94 % ;
- taxe foncière sur les propriétés non bâties : 15,44 % ;
- taxe additionnelle à la taxe foncière sur les propriétés non bâties : 0,00 % ;
- cotisation foncière des entreprises : 0,00 %.

Chiffres clés Revenus et pauvreté des ménages en 2021 : médiane en 2021 du revenu disponible, par unité de consommation : 21 280 €.

## Économie

### Entreprises et commerces

#### Agriculture
- Culture de céréales, de légumineuses et de graines oléagineuses.
- Sylviculture et autres activités forestière.

Les vendanges à Senaide.
- Élevage d'autres bovins et de buffles.
- Élevage de chevaux et d'autres équidés.

Installation sportive « Centre équestre "les Ecuries du Bardot" ».
- Élevage d'ovins et de caprins.
- Pâturages[29], polyculture, vergers. Porcins, bovins.

- Bouilleurs de cru[30].

#### Tourisme
- Hébergements et restauration à Senaide, Bourbonne-les-Bains, Melay, Monthureux-sur-Saône, Laferté-sur-Amance, Claudon, Val-de-Meuse.

Gîte de France.

#### Commerces
- Commerces et services de proximité.
- Deux carrières de pierre calcaire[32].
- L’industrie textile : une lingerie.
- Meunerie : un moulin.

## Population et société

### Démographie

#### Évolution démographique
L'évolution du nombre d'habitants est connue à travers les recensements de la population effectués dans la commune depuis 1793. Pour les communes de moins de 10 000 habitants, une enquête de recensement portant sur toute la population est réalisée tous les cinq ans, les populations de référence des années intermédiaires étant quant à elles estimées par interpolation ou extrapolation. Pour la commune, le premier recensement exhaustif entrant dans le cadre du nouveau dispositif a été réalisé en 2006.

En 2022, la commune comptait 183 habitants, en évolution de +2,23 % par rapport à 2016 (Vosges : −2,96 %, France hors Mayotte : +2,11 %).
| 1793 | 1800 | 1806 | 1821 | 1831 | 1836 | 1841 | 1846 | 1856 |
| ---- | ---- | ---- | ---- | ---- | ---- | ---- | ---- | ---- |
| 503  | 675  | 768  | 734  | 730  | 754  | 764  | 872  | 833  |

| 1861 | 1866 | 1876 | 1881 | 1886 | 1891 | 1896 | 1901 | 1906 |
| ---- | ---- | ---- | ---- | ---- | ---- | ---- | ---- | ---- |
| 710  | 773  | 828  | 825  | 844  | 800  | 734  | 743  | 676  |

| 1911 | 1921 | 1926 | 1931 | 1936 | 1946 | 1954 | 1962 | 1968 |
| ---- | ---- | ---- | ---- | ---- | ---- | ---- | ---- | ---- |
| 569  | 456  | 427  | 365  | 340  | 307  | 308  | 278  | 270  |

| 1975 | 1982 | 1990 | 1999 | 2006 | 2011 | 2016 | 2021 | 2022 |
| ---- | ---- | ---- | ---- | ---- | ---- | ---- | ---- | ---- |
| 249  | 227  | 208  | 213  | 208  | 180  | 179  | 183  | 183  |

## Lieux et monuments
- Église Saint-Vallier du XIXe siècle[37].
- Monument aux morts[38].
- Patrimoine rural, selon l'enquête thématique régionale (architecture rurale de Lorraine : Vôge méridionale)[39],[40],[41].
- Plaques de cocher, patrimoine routier[42].

## Personnalités liées à la commune
- Jean Baptiste Lefort, caporal de la Vieille Garde[43].
- Claude Etienne Michaux-la-Rosière, Armateur[44].
- Charles Chapiat, professeur de lettres au séminaire de Senaide en 1827[45].
- Frédéric Menestrel, général, membre du conseil supérieur de la guerre de 1910 à 1913.

## Pour approfondir